# خانه میرزا شفیع مشکی
خانه میرزا شفیع مشکی مربوط به سدهٔ ۱۳ ه‍.ق است و در اصفهان، خیابان عبدالرزاق، کوچه سینه پایینی، نبش کوچه شیخ الاسلام واقع شده و این اثر در تاریخ ۱۸ آذر ۱۳۵۴ با شمارهٔ ثبت ۱۱۵۶ به‌عنوان یکی از آثار ملی ایران به ثبت رسیده‌است.